# Clarence S. B. Tan

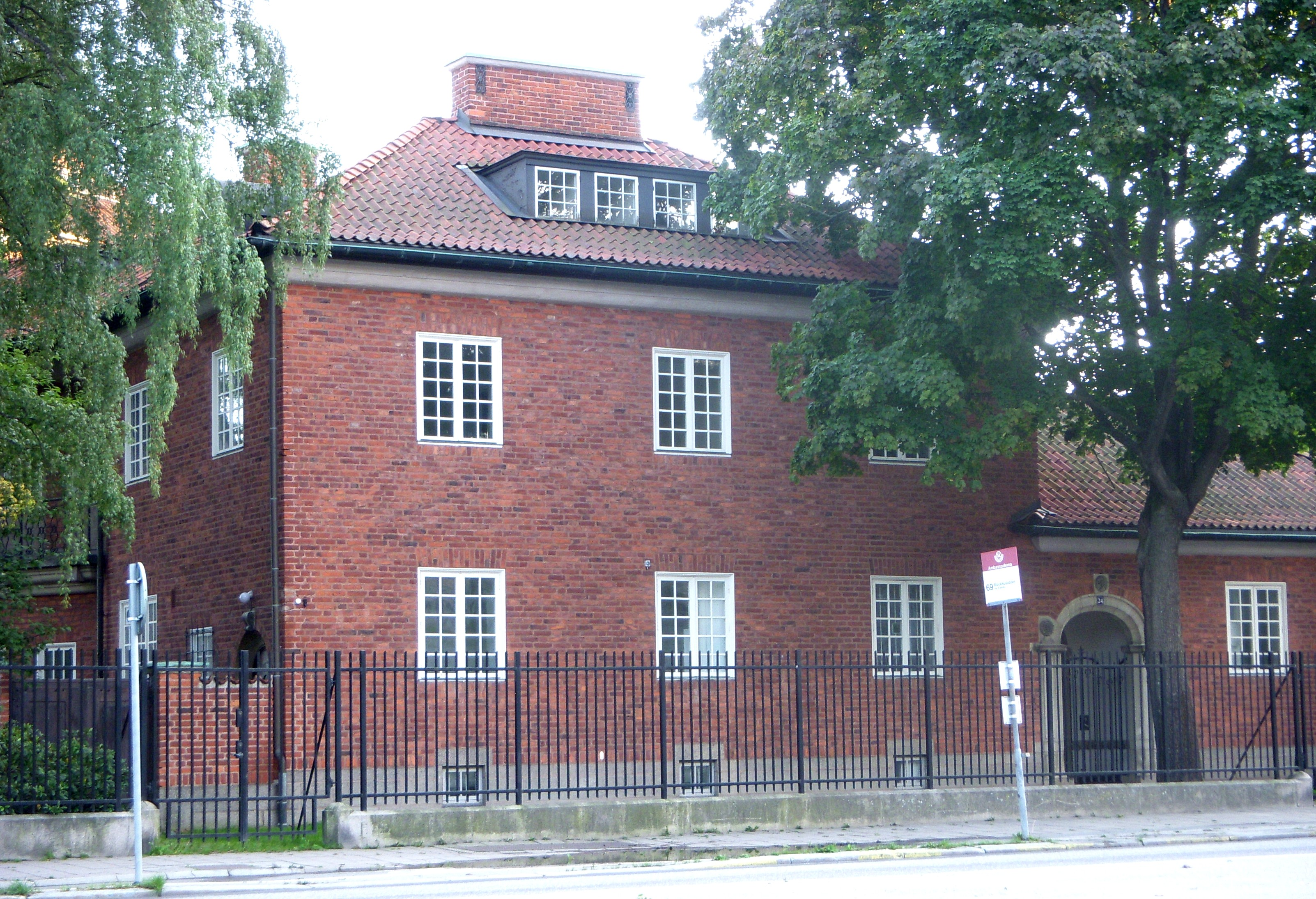
Bünsowska villan

Clarence S. B. Tan är en direktör i hotellbranschen, sedan 2007 känd i Sverige som förvärvare av landets därmed genom tiderna dyraste villa, Bünsowska villan i Diplomatstaden, Stockholm, för 115 miljoner kronor; en transaktion som dock aldrig genomfördes.

## Biografi
Tan har en kandidatexamen i redovisning. Han är medlem i Institute of Certified Public Accountants i Singapore. Han har varit anställd som ekonom på Pontiac Marina och som revisor på Price Waterhouse.
Clarence Tan är bosatt på Filippinerna och var från 2003 vice VD för Business Support i området Asien-Stillahavsregionen för världens största hotellkedja, InterContinental Hotels Group (IHG). Dessförinnan arbetade han inom hotellkedjan Raffles International och var då chef för Hotel d'Angkor i Siem Reap, Kambodja.